# Postrzeganie pozazmysłowe

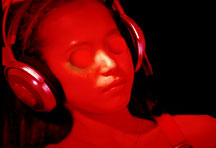
Osoba podczas Ganzfeldversuch

Postrzeganie pozazmysłowe (ESP, ang. extrasensory perception) – rzekoma umiejętność zdobywania informacji poznawczej inaczej niż za pomocą znanych zmysłów, tzn. na przykład wzroku, słuchu, węchu, smaku, dotyku lub propriocepcji (zmysłu orientacji przestrzennej własnego ciała). ESP – postrzeganie pozazmysłowe jest nazwane jako „szósty” zmysł, instynkt lub przeczucie, jest również znana jako intuicja.

## Etymologia
Termin ESP oznacza pozyskiwanie informacji za pomocą zmysłu zewnętrznego do podstawowych założeń ograniczających sferę nauki, takie jak te organizmy mogą otrzymywać informacje z przeszłości do teraźniejszości. Termin ESP (extrasensory perception) został przyjęty w Duke University, przez psychologa Joseph Banks Rhine do określenia umiejętności psychicznej, takie jak telepatia, jasnowidzenie i jasnosłyszenia i ich trans-czasowego działania jako prekognicji lub retrokognicji. ESP, implikuje źródła informacji nieznane nauce; po raz pierwszy użyty został przez Fredericka Myersa.

## Typy postrzegania pozazmysłowego
- postrzeganie zdarzeń w innym miejscu i czasie (jasnowidzenie, prekognicja, retrokognicja)
- postrzeganie rzeczy niewidocznych dla innych (widzenie aury)
- zdolność do komunikacji (bez środków technicznych) z ludźmi będącymi daleko (telepatia), nieżyjącymi (jako medium) lub przebywającymi w innych wymiarach (projekcja astralna)

## Literatura i film
Zjawisko prekognicji i jego konsekwencje są tematem opowiadania Philipa K. Dicka Raport mniejszości, a także jego filmowej wersji w reżyserii Stevena Spielberga.